# Semenovia thomsonii
Semenovia thomsonii är en flockblommig växtart som först beskrevs av Charles Baron Clarke, och fick sitt nu gällande namn av Ida P. Mandenova. Semenovia thomsonii ingår i släktet Semenovia och familjen flockblommiga växter. Inga underarter finns listade i Catalogue of Life.